# Giuseppe Furino
(Vladimiro Caminiti)
Giuseppe Furino (Palermo, 5 luglio 1946) è un ex calciatore e dirigente sportivo italiano, di ruolo centrocampista.
Ha legato la sua carriera alla Juventus, club in cui ha militato per quindici anni a cavallo tra gli anni 1970 e 1980, divenendone uno dei giocatori-simbolo, fino a indossarne la fascia di capitano dal 1976 al 1983 e contribuendo alle vittorie di 8 campionati italiani, 2 Coppe Italia, 1 Coppa UEFA e 1 Coppa delle Coppe, disputando inoltre 2 finali di Coppa dei Campioni.
È stato inoltre vicecampione mondiale nel 1970 con la nazionale italiana.

## Biografia
Ha origini usticesi da parte di madre e napoletane da parte di padre, maresciallo della Guardia di Finanza. Nato a Palermo, vi rimase appena sei mesi, trasferendosi con la famiglia, causa il lavoro del padre, dapprima ad Avellino, dove crebbe fino agli otto anni (salvo dodici mesi trascorsi a Ustica coi nonni materni, per il pericolo di un'epidemia di tifo nell'avellinese), poi a Napoli e Agropoli durante l'adolescenza, arrivando infine a Torino quindicenne.
Dopo il ritiro dal calcio giocato si è stabilito definitivamente a Moncalieri, nell'hinterland torinese, dove ha proseguito l'attività di assicuratore già avviata negli ultimi anni da calciatore.
Nel 2015 si è candidato a sindaco della città moncalierese, nelle file della coalizione di centro-destra, non venendo eletto. Nel 2017 ha ricevuto la cittadinanza onoraria di Agropoli.
Nel marzo 2021, durante la pandemia di COVID-19, è rimasto vedovo della moglie Irene, morta a causa della patologia virale. Nel febbraio 2022 viene colpito da emorragia cerebrale, fatto che lo costringe ad affrontare un successivo periodo di riabilitazione.

## Caratteristiche tecniche
(Giuseppe Furino, 2014)
Fu un mediano aggressivo, infaticabile e duro nei contrasti, nonostante il fisico non imponente, nonché generoso nell'aiutare i compagni. Per queste caratteristiche si guadagnò da parte dei tifosi il soprannome di "Furia", ripreso anche dal giornalista Vladimiro Caminiti che lo fece diventare "Furia-furin-furetto", affiancandolo a quello di "Capitano con l'elmetto".

Furino in allenamento al Campo Combi nel 1974

Brevilineo e muscoloso, disponeva di notevoli capacità di corsa, recupero sull'avversario e resistenza. Molto caparbio, marcava a uomo ogni sorta di avversario, potendosi confrontare coi maggiori campioni dell'epoca quali Giacomo Bulgarelli, Sandro Mazzola e Gianni Rivera.
Da ragazzo il suo idolo era il Cabezón Omar Sívori, da cui riprese il vezzo di non indossare mai i parastinchi, «poi un giorno, durante un allenamento, vidi del Sol. Rimasi incantato dal suo modo di giocare. Sentivo che il mio posto era in mezzo al campo e lì prima o poi sarei tornato. Come è successo, anche se non è stato automatico».
Soprattutto all'inizio della carriera visse infatti un discreto tormento riguardo al suo impiego, tanto che nel biennio trascorso a Savona venne schierato come ala sinistra, mentre a Palermo Carmelo Di Bella lo trasformò da mediano destro a terzino fluidificante, tornando infine a giocare definitivamente a centrocampo solo con il rientro in pianta stabile alla Juventus: in fatto di numeri di maglia, «credo che mi sia mancato solo il nove, oltre all'uno del portiere».

## Carriera

### Giocatore

#### Club

Il capitano juventino Furino con il trofeo della Coppa UEFA 1976-1977

##### Gli inizi tra Juventus, Savona e Palermo

Un giovane Furino al Savona nel 1966-1967

Crebbe a livello sportivo nel vivaio della Juventus, dove attirò le attenzioni di Renato Cesarini il quale lo accolse sotto la sua ala: «lui si metteva a bordo campo, mi incitava e mi suggeriva come giocare. Il guaio è che i suoi consigli erano del tutto contrari a ciò che mi veniva detto dagli allenatori. Ne veniva fuori un gran casino. Ma mi divertivo da morire ed ero orgoglioso di essere il suo pupillo».
Nel campionato 1966-1967 i piemontesi lo diedero in prestito in Serie B al Savona, dove diventò subito titolare nel ruolo di mediano. Dopo la retrocessione dei liguri disputò con loro un campionato di Serie C, prima di venir ceduto in prestito in massima serie al Palermo, nella stagione 1968-1969, con diritto di riscatto fissato a 30 milioni di lire: «ero arrivato a Palermo per caso, nel giro dei prestiti, credo legato all'operazione che portò Benetti alla Juventus».

Furino al Palermo nella stagione 1968-1969

Inizialmente in rosanero non trovò spazio, sicché l'allenatore Carmelo Di Bella lo schierò per la prima volta alla terza partita di Coppa Italia, vinta in trasferta per 1-0 contro il Napoli. Alla quarta giornata, il 27 ottobre 1968, realizzò il suo primo gol in Serie A, l'1-0 che sancì il successo degli isolani sul campo della Sampdoria. Chiuse la parentesi siciliana disputando 27 delle 30 partite di un campionato «giocato bene, in crescendo, con una salvezza conquistata meritatamente».
Dato che la squadra sicula non esercitò il diritto di riscatto, dall'estate del 1969 tornò in seno alla Juventus che, nel frattempo, aveva appena chiuso il ciclo movimientiano di Heriberto Herrera dando inizio a un corposo rinnovamento e svecchiamento della rosa.

##### Il quindicennio alla Juve
Al primo anno a Torino parve non godere appieno della fiducia della società bianconera. La svolta arrivò nel 1970, dapprima con l'avvicendamento in panchina tra Luis Carniglia ed Ercole Rabitti, proveniente dal settore giovanile e che per questo ben conosceva le qualità di Furino, e poi con l'insediamento in società dell'ex bandiera bianconera Giampiero Boniperti che puntò senza indugi sul giocatore, il quale nel frattempo crebbe sotto la guida di Armando Picchi, prematuramente scomparso, e del suo erede Čestmír Vycpálek divenendo presto uno degli inamovibili della squadra: in particolare, fu proprio il tecnico cecoslovacco a stabilizzarlo in campo come mediano, «quello che io ho sempre sentito come il mio ruolo naturale».

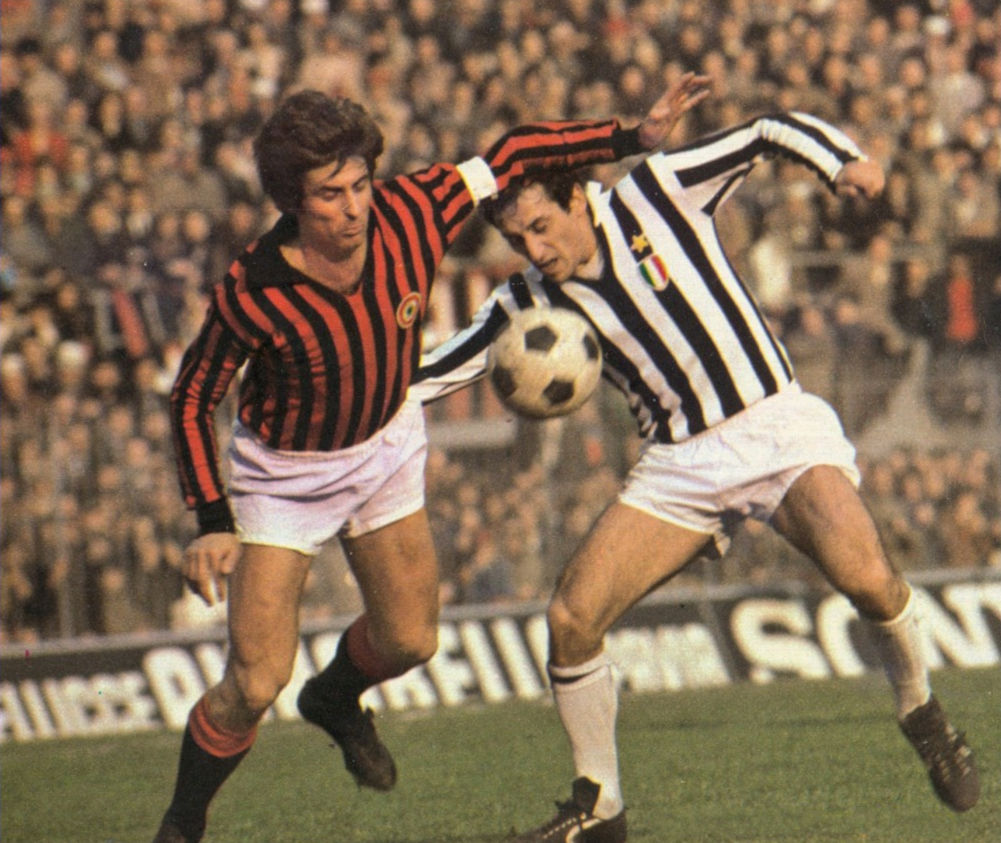
Furino (a destra) in marcatura sul milanista Rivera nella classica di San Siro del 25 novembre 1973

Nel corso dei seguenti tre lustri all'ombra della Mole ebbe modo di conquistare otto campionati italiani (1971-1972 – «forse è quello a cui sono più affezionato. È stato il primo trionfo in assoluto, da titolare, nel mio ruolo di mediano. È stata la prima vittoria, quella che ha aperto il lunghissimo periodo di dominio bianconero» –, 1972-1973, 1974-1975, 1976-1977, 1977-1978, 1980-1981, 1981-1982, 1983-1984) e due Coppe Italia (1978-1979 e 1982-1983), a cui si aggiunsero in campo europeo la Coppa UEFA del 1976-1977 – «uno dei momenti più belli della mia carriera. Il primo trofeo internazionale, dopo una vera e propria battaglia a Bilbao. Senza contare che quattro giorni dopo avremmo battuto la Sampdoria e vinto anche lo scudetto dei record. Una stagione trionfale e con una squadra tutta italiana» – e la Coppa delle Coppe del 1983-1984.
Nell'estate del 1976, con la partenza di Pietro Anastasi, ereditò inoltre da questi i gradi di capitano del club che manterrà per i successivi sette anni, vivendo in gran parte l'epopea del plurivittorioso ciclo di Giovanni Trapattoni. Nella stagione 1981-1982, ormai trentaseienne, dopo oltre un decennio in bianconero era ancora tra i protagonisti dell'undici titolare, disputando peraltro nell'occasione uno dei suoi migliori tornei sul piano personale.
Ciò nonostante, di lì a breve perderà fisiologicamente il posto da titolare in favore di più giovani elementi, meglio adatti a supportare i nuovi schemi bianconeri ora incentrati sulle giocate di Michel Platini, su tutti Massimo Bonini: «la società ha i suoi programmi, che a un certo punto non coincidono più con i tuoi [...] Vedevo che venivano inseriti nella rosa dei probabili successori: prima Marchetti, poi Tavola, Verza, lo stesso Prandelli. Io ho giocato sempre le mie carte, poi però la corsa è stata "truccata" e allora ho capito che era meglio dire basta [...] Mi riferisco alla seconda parte della stagione 1982-1983. Niente contro Bonini, ma era già stabilito che dovesse giocare lui».

Furino (a sinistra) saluta il capitano dell', Rice, prima della semifinale di ritorno della Coppa delle Coppe 1979-1980.

Persa definitivamente centralità nell'undici base, nell'estate 1983 cedette nel frattempo anche i gradi di capitano della squadra al più giovane Gaetano Scirea. Chiuse la carriera in bianconero, e contestualmente quella agonistica, il 6 maggio 1984, dopo 361 partite di campionato spalmate in quindici stagioni, quando il Trap gli concesse il secondo tempo di Juventus-Avellino, a scudetto ormai acquisito, per permettergli di conquistare il suo ottavo tricolore personale, eguagliando così l'allora primato di Giovanni Ferrari e Virginio Rosetta; un record che Furino in qualche modo "migliorò", avendo conseguito tutti i titoli con un'unica squadra. Tale primato gli sarà strappato trentaquattro anni dopo da un altro capitano juventino, Gianluigi Buffon.

#### Nazionale
In nazionale non riuscì a essere protagonista come in casa juventina: nello specifico, «in Argentina andarono nove juventini, ma io rimasi a casa. Che dire? Non ci siamo mai amati, e non so il perché». In maglia azzurra disputò tre partite in tutto, di cui la prima il 6 giugno al campionato del mondo 1970 in Messico, subentrando nella ripresa ad Angelo Domenghini nella partita contro l'Uruguay; in questa rassegna iridata fu vicecampione del mondo.
Tornò a vestire l'azzurro nel 1973, non venendo tuttavia convocato da Ferruccio Valcareggi per il successivo campionato del mondo 1974 in Germania Ovest: «La sola cosa che posso raccontare è che Valcareggi, dopo Italia-Turchia del 25 febbraio 1973 vinta per 1-0, dichiarò ai giornalisti nello spogliatoio: "Ho trovato finalmente il mediano per questa nazionale". Ricordo che avevo a fianco Mazzola che mi disse: "Non gli credere". Ebbe ragione lui. Non mi convocò più».

### Dirigente
Nel 1991 Giampiero Boniperti lo riprese nei quadri tecnici della Juventus in qualità di responsabile del settore giovanile, carica ricoperta sino al 1998. In questo lasso di tempo la formazione Primavera bianconera, allenata dall'ex compagno di squadra Antonello Cuccureddu, conquistò nella stagione 1993-1994 il Torneo di Viareggio e il campionato di categoria, affermazioni che mancavano alla Vecchia Signora da, rispettivamente, oltre trenta e vent'anni, e la sua prima Coppa Italia Primavera nell'annata 1994-1995.

## Statistiche

### Presenze e reti nei club
| Stagione        | Squadra         | Campionato      | Campionato | Campionato | Coppe nazionali | Coppe nazionali | Coppe nazionali | Coppe continentali | Coppe continentali | Coppe continentali | Altre coppe | Altre coppe | Altre coppe | Totale | Totale |
| Stagione        | Squadra         | Comp            | Pres       | Reti       | Comp            | Pres            | Reti            | Comp               | Pres               | Reti               | Comp        | Pres        | Reti        | Pres   | Reti   |
| --------------- | --------------- | --------------- | ---------- | ---------- | --------------- | --------------- | --------------- | ------------------ | ------------------ | ------------------ | ----------- | ----------- | ----------- | ------ | ------ |
| 1965-1966       | Juventus        | A               | 0          | 0          | CI              | 0               | 0               | CdC                | 0                  | 0                  | -           | -           | -           | 0      | 0      |
| 1966-1967       | Savona          | B               | 32         | 1          | CI              | 1               | 0               | -                  | -                  | -                  | -           | -           | -           | 33     | 1      |
| 1967-1968       | Savona          | C               | 29         | 6          | -               | -               | -               | -                  | -                  | -                  | -           | -           | -           | 29     | 6      |
| Totale Savona   | Totale Savona   | Totale Savona   | 61         | 7          |                 | 1               | 0               |                    | -                  | -                  |             | -           | -           | 62     | 7      |
| 1968-1969       | Palermo         | A               | 27         | 1          | CI              | 3               | 0               | -                  | -                  | -                  | CM          | 2           | 0           | 32     | 1      |
| 1969-1970       | Juventus        | A               | 30         | 2          | CI              | 5               | 1               | CdF                | 3                  | 0                  | CAI         | 0           | 0           | 38     | 3      |
| 1970-1971       | Juventus        | A               | 27         | 1          | CI              | 3               | 0               | CdF                | 11                 | 0                  | TP          | 4           | 0           | 45     | 1      |
| 1971-1972       | Juventus        | A               | 27         | 2          | CI              | 7               | 2               | CU                 | 7                  | 1                  | -           | -           | -           | 41     | 5      |
| 1972-1973       | Juventus        | A               | 27         | 0          | CI              | 8               | 1               | CC                 | 9                  | 0                  | -           | -           | -           | 44     | 1      |
| 1973-1974       | Juventus        | A               | 24         | 0          | CI              | 6               | 1               | CC                 | 1                  | 1                  | CInt        | 0           | 0           | 31     | 2      |
| 1974-1975       | Juventus        | A               | 28         | 0          | CI              | 7               | 0               | CU                 | 7                  | 0                  | -           | -           | -           | 42     | 0      |
| 1975-1976       | Juventus        | A               | 26         | 2          | CI              | 4               | 0               | CC                 | 4                  | 1                  | -           | -           | -           | 34     | 3      |
| 1976-1977       | Juventus        | A               | 26         | 1          | CI              | 8               | 1               | CU                 | 9                  | 0                  | -           | -           | -           | 43     | 2      |
| 1977-1978       | Juventus        | A               | 26         | 0          | CI              | 7               | 1               | CC                 | 6                  | 0                  | -           | -           | -           | 39     | 1      |
| 1978-1979       | Juventus        | A               | 22         | 0          | CI              | 9               | 0               | CC                 | 2                  | 0                  | -           | -           | -           | 33     | 0      |
| 1979-1980       | Juventus        | A               | 25         | 0          | CI              | 4               | 0               | CdC                | 7                  | 0                  | -           | -           | -           | 36     | 0      |
| 1980-1981       | Juventus        | A               | 24         | 0          | CI              | 5               | 0               | CU                 | 4                  | 1                  | TC          | 2           | 0           | 35     | 1      |
| 1981-1982       | Juventus        | A               | 27         | 0          | CI              | 4               | 0               | CC                 | 3                  | 0                  | -           | -           | -           | 34     | 0      |
| 1982-1983       | Juventus        | A               | 21         | 0          | CI              | 10              | 0               | CC                 | 5                  | 0                  | -           | -           | -           | 36     | 0      |
| 1983-1984       | Juventus        | A               | 1          | 0          | CI              | 2               | 0               | CdC                | 0                  | 0                  | -           | -           | -           | 3      | 0      |
| Totale Juventus | Totale Juventus | Totale Juventus | 361        | 8          |                 | 89              | 7               |                    | 78                 | 4                  |             | 6           | 0           | 534    | 19     |
| Totale carriera | Totale carriera | Totale carriera | 449        | 16         |                 | 93              | 7               |                    | 78                 | 4                  |             | 8           | 0           | 628    | 27     |

### Cronologia presenze e reti in nazionale
| Cronologia completa delle presenze e delle reti in nazionale ― Italia | Cronologia completa delle presenze e delle reti in nazionale ― Italia | Cronologia completa delle presenze e delle reti in nazionale ― Italia | Cronologia completa delle presenze e delle reti in nazionale ― Italia | Cronologia completa delle presenze e delle reti in nazionale ― Italia | Cronologia completa delle presenze e delle reti in nazionale ― Italia | Cronologia completa delle presenze e delle reti in nazionale ― Italia | Cronologia completa delle presenze e delle reti in nazionale ― Italia |
| Data                                                                  | Città                                                                 | In casa                                                               | Risultato                                                             | Ospiti                                                                | Competizione                                                          | Reti                                                                  | Note                                                                  |
| --------------------------------------------------------------------- | --------------------------------------------------------------------- | --------------------------------------------------------------------- | --------------------------------------------------------------------- | --------------------------------------------------------------------- | --------------------------------------------------------------------- | --------------------------------------------------------------------- | --------------------------------------------------------------------- |
| 6-6-1970                                                              | Puebla                                                                | Italia                                                                | 0 – 0                                                                 | Uruguay                                                               | Mondiali 1970 - 1º turno                                              | -                                                                     | 46’                                                                   |
| 25-2-1973                                                             | Istanbul                                                              | Turchia                                                               | 0 – 1                                                                 | Italia                                                                | Qual. Mondiali 1974                                                   | -                                                                     | Ammonizione                                                           |
| 29-12-1974                                                            | Genova                                                                | Italia                                                                | 0 – 0                                                                 | Bulgaria                                                              | Amichevole                                                            | -                                                                     | 46’                                                                   |
| Totale                                                                |                                                                       | Presenze                                                              | 3                                                                     |                                                                       | Reti                                                                  | 0                                                                     |                                                                       |

## Palmarès

### Club

#### Competizioni nazionali
- Campionato italiano: 8

Juventus: 1971-1972, 1972-1973, 1974-1975, 1976-1977, 1977-1978, 1980-1981, 1981-1982, 1983-1984
- Coppa Italia: 2

Juventus: 1978-1979, 1982-1983

#### Competizioni internazionali
- Coppa UEFA: 1

Juventus: 1976-1977
- Coppa delle Coppe: 1

Juventus: 1983-1984